# سرعة الضوء

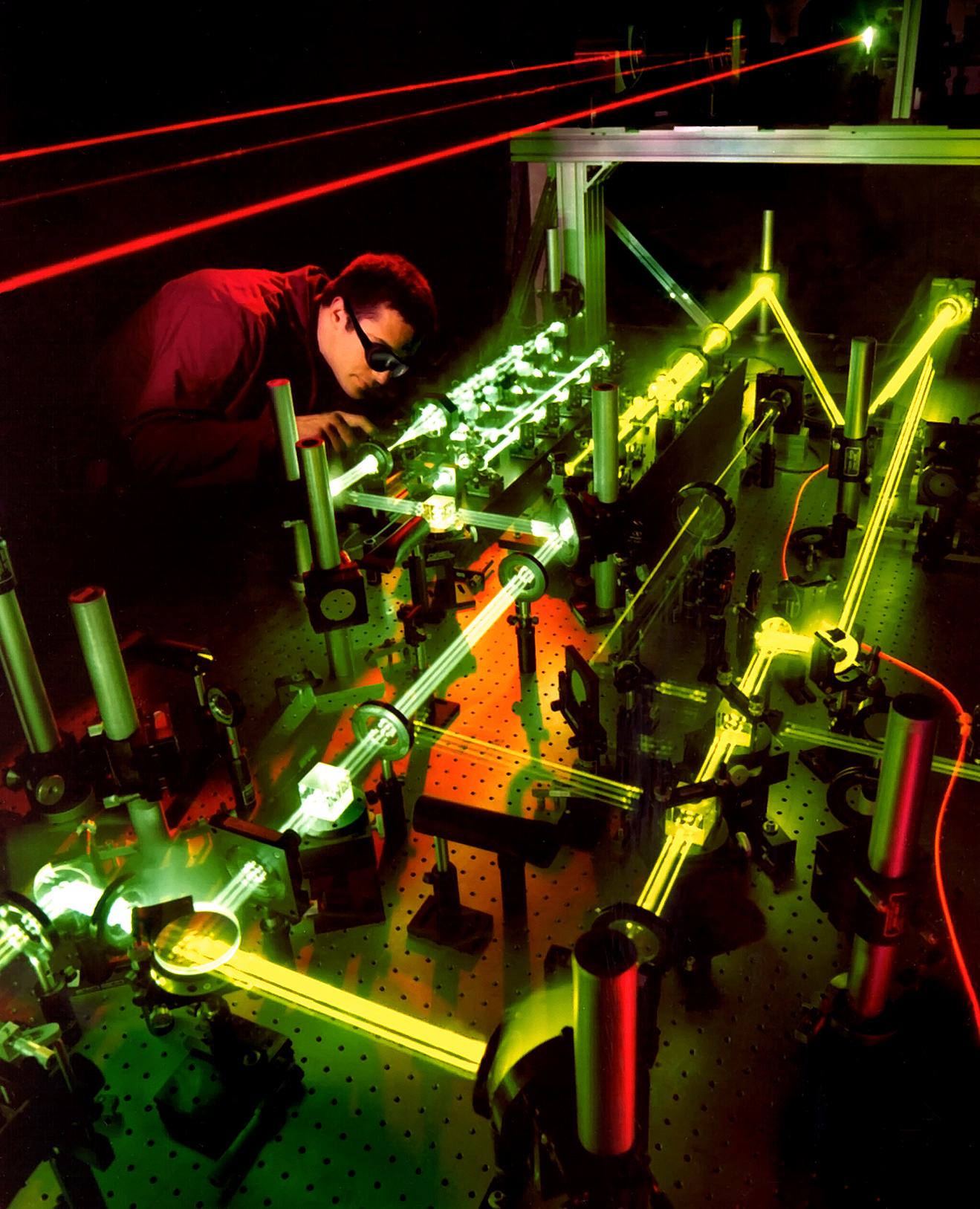
سرعة حزمة ليزر في الهواء وتبلغ 99.97% منها في الفراغ

سرعة الضوء في الفراغ هي ثابت فيزيائي هام في العديد من مجالات الفيزياء، يرمز له في العادة بالرمز c وتساوي قيمته 299,792,458 متر لكل ثانية. تستخدم سرعة الضوء حاليا لتعريف وحدة المتر باعتبارها ثابتا فيزيائيا ومعيارا دوليا لقياس الوقت. وهو ما يعادل بعد التقريب لثلاثة أرقام معنوية 300,000 كيلومتر في الثانية أو حوالي مليار كيلومتر لكل ساعة.
بموجب النسبية الخاصة، سرعة الضوء (أو الثابت c) هي أقصى سرعة تستطيع أن تسافر بها كل أشكال الطاقة، أو المادة، أو المعلومات في الفضاء. وهي سرعة سفر الجسيمات عديمة الكتلة ومجالاتها المتلازمة (بما في ذلك الإشعاع الكهرومغناطيسي مثل الضوء) عبر الفراغ. وهي أيضا سرعة الجاذبية (الخاصة بأمواج الجاذبية) التي تنبأت بها النظريات الحالية. وتسافر تلك الجسيمات والأمواج بالسرعة c أيا كانت سرعة المصدر والإطار المرجعي العطالي للمراقب. في نظرية النسبية، الثابت c يرابط بين المكان والزمان، ويظهر أيضا في المعادلة الشهيرة لتكافؤ المادة والطاقة E = mc2.
ينتشر الضوء في المواد الشفافة مثل الزجاج والهواء بسرعة أقل من c. تدعى النسبة بين c وبين سرعة الضوء في مادة ما v بقرينة الانكسار n لتلك المادة (n=c/v). مثال، تساوي عادة قرينة انكسار الضوء المرئي عند مروره عبر الزجاج حوالي 1.5، معنى ذلك أن الضوء يسير في الزجاج بسرعة v = c/1.5 ≈ 200,000 km/s، وللهواء تساوي قرينة الانكسار 1.0003، وبالتالي تقل سرعة الضوء المرئي في الهواء بحوالي 90 كم/ث عن c.
يظهر انتشار الضوء وغيره من الموجات الكهرومغناطيسية في كثير من الأصداء العملية بشكل آني (أو لحظي)، ولكن للمسافات الطويلة والقياسات الحساسة جدا، فإن السرعات المحدودة لتلك الموجات تكون لها تأثيرات ملحوظة. الاتصال بمسابير الفضاء البعيدة، على سبيل المثال، يمكن أن يستغرق دقائق لساعات وذلك لإيصال رسالة من الأرض إلى المركبة الفضائية، أو العكس. كما أن الضوء الذي يصلنا من النجوم يكون قد رحل عنها منذ سنوات عديدة (آلاف السنين الضوئية)، فالذي يصلنا هو صورة تلك النجوم في زمن سحيق وهو ما يسمح بدراسة تاريخ الكون من خلال النظر في مكوناته البعيدة. كما أن سرعة الضوء المحدود تضع حداً للسرعة القصوى النظرية لأجهزة الحاسب الآلي، حيث تنتقل المعلومات داخل الحاسوب من رقاقة لأخرى. وبما أن سرعة الضوء ثابتة في الأوساط المختلفة يمكن استخدامها مع زمن الطيران لقياس مسافات كبيرة بدقة عالية.
من المعروف أنه لا يوجد شيء أسرع من الضوء ولكن في السنوات الماضية تم إجراء عدة تجارب لاكتشاف ما هو أسرع وقد وجدوا أن الإلكترونات المتجاورة تدور في اتجاهات مخالفة أي أن إلكتروني المستوى الأول أحدهما يدور في إتجاه عقارب الساعة والآخر في عكس إتجاه عقارب الساعة ولو تم عكس اتجاه أحدهما فيتم عكس التالي مباشرة وفي نفس اللحظة حتى إن كان أحدهما على كوكب الأرض والآخر خارج المجرة[بحاجة لمصدر][مبهم].

## مقدمة
كان الإنسان في الماضي يعتبر أن الضوء ينتقل لحظياً بسبب سرعته العظيمة. ثم أوضح أوول رومر عام 1676 أن للضوء سرعة محدودة بدراسة الحركة الظاهرية لقمر المشتري أيو. في عام 1865 اقترح ماكسويل بأن الضوء هو موجة كهرومغناطيسية، وبالتالي ظهرت السرعة c في نظريته للكهرومغناطيسية. عام 1905 افترض ألبرت أينشتاين استقلال سرعة الضوء عن حركة المصدر لأي اطار عطالي وأثبت ثباتها، واكتشف كل العواقب المتعلقة باشتقاقه نظرية النسبية الخاصة وأوضح أن c هي ثابت طبيعي ولا تنحصر فقط في سياق الضوء والظواهر الكهرومغناطيسية. بعد قرون من القياسات المتزايدة الدقة عرفت سرعة الضوء عام 1975 بكونها تساوي 299,792,458 م/ث مع ريبة في القياس تساوي 4 أجزاء بالبليون. عام 1983 تم إعادة تعريف المتر في نظام الوحدات الدولي بأنه المسافة التي يقطعها الضوء في الفراغ خلال 1/299792458 ثانية. وبالتالي قيمة c العددية بوحدة م/ث هي الآن قيمة ثابتة بالضبط نسبة إلى تعريف المتر.

## سرعة الضوء وقياس المسافات
في معظم الحالات العملية، يمكن اعتبار أن الضوء يتحرك بشكل فوري حيث أن سرعته كبيرة جدا جدا، ولكن عند قياس المسافات الطويلة كقياس بُعد نجم عنا أو في تجارب قياس الزمن الدقيقة فلا بد من أخذ سرعة الضوء في الاعتبار. فمثلا عند الاتصال بمسبار على المريخ تستغرق الإشارة عشر دقائق ويأتينا إشارته خلال 10 دقائق أخرى (بحسب موقعة بالنسبة للأرض).
وقد ابتكر الفيزيائيون والفلكيون طريقة لتسهيل قراءة المسافات بيننا وبين النجوم بسبب بعدها الكبير عنا وهي طريقة قياس المسافات بالسنة الضوئية على أساس أن سرعة الضوء في الفراغ ثابتة دائما وتبلغ نحو 300.000 كيلومتر في الثانية. فيمكننا القول بأن الشمس تبعد عنا 150 مليون كيلومتر أو القول بأن المسافة بينهما تبلغ 8 دقائق. يستغرق الضوء عند خروجه من الشمس حتى يصلنا 8 دقائق.
الضوء الذي نراه من النجوم يكون قد غادرها منذ سنوات عديدة. أي أننا عندما نشاهد نجوما أبعد إلى أبعد فإننا نشاهدها على حالها في الماضي. أقرب المجرات إلينا مجرة المرأة المسلسلة (مجرة) وهي تبعد عنا نحو 2.5 مليون سنة ضوئية.
لا يوجد في الطبيعة سرعة أكبر من سرعة الضوء، هذا ما اكتشفته النظرية النسبية لأينشتاين التي صاغها في عام 1905.
وهذه السرعة أيضا تحدد السرعة النظرية لعمل الحواسيب، حيث أن المعلومات تنتقل داخل الحاسوب كتيارات كهربية من رقاقة لأخرى. وتنتقل جميع الموجات الكهرومغناطيسية أيضا بسرعة الضوء، إذ أن الضوء نفسه عبارة عن موجات كهرومغناطيسية.

## قيمة الثابت
قيمة c الدقيقة هي 299,792,458 متر في الثانية (1,079,252,848.8 كيلومتر في الساعة) في الفراغ. لاحظ أن هذه السرعة هي تعريف وليس قياس منذ أن تم توحيد الوحدات العالمية، تم تعريف المتر على أنه المسافة التي يقطعها الضوء في الفراغ خلال 1/299,792,458 من الثانية.
عند عبور الضوء خلال مواد شفافة مثل الزجاج أو الهواء تقل سرعته. النسبة بين سرعة الضوء في الفراغ وسرعته خلال مادة تسمى معامل الانكسار - Index Of Refraction.
على سبيل المثال، معامل انكسار الزجاج يساوي تقريبا 1.5 , وهذا يعني أن الضوء يمر عبر الزجاج بسرعة c/1.5 ≈ 200,000 km/s. معامل انكسار الهواء هو 1.0003 , إذا فإن سرعة الضوء في الهواء أبطأ من سرعته في الفراغ c بنحو 90 km/s.
كذلك تتغير سرعة الضوء بتأثير الجاذبية ما يولد ظاهرة عدسات الجاذبية - Gravitational Lensing.
في أغلب الحالات العملية يمكن اعتبار سرعة الضوء على أنها سرعة لحظية حيث أن سرعة الضوء كبيرة جدا جدا، ولكن حين نأتي لقياس مسافات طويلة مثل بُعد النجوم عنا أو القياسات الزمنية الدقيقة فلا بد من أخذ سرعة الضوء في الاعتبار. في الاختبارات والتجارب التي تجريها مركبات فضائية على مسافات بعيدة في الفضاء الخارجي، فإن إرسال رسالة ما إلى إحدى هذه المركبات أو استقبال أشاراتها يأخذ عدة دقائق إلى ساعات بحسب بعدها عنا. فمثلا إرسال إشارة لاسلكية لتشغيل مسبار على سطح المريخ قد يستغرق نحو 10 دقائق (بحسب موقعه بالنسبة للأرض حيث يتغير باستمرار)، وتصلنا إشارة المسبار هي الأخرى بعد نحو 10 دقائق أخرى.
ونظرا لأن المسافات بين الأرض والنجوم مسافات كبيرة جدا فقد ابتكر الفيزيائيون والفلكيون طريقة لتسهيل قراءة تلك المسافات وهي قياس المسافة بالسنة الضوئية. وطبقا لذلك فنستطيع القول أن المسافة بين الأرض والشمس هي 150 مليون كيلومتر أو أن المسافة بينهما 8 دقائق.
كان أولي رومر أول من برهن أن الضوء يسير بسرعة ثابتة، وذلك في عام 1676. حيث قام بدراسة التحركات الجليه لإحدى أقمار كوكب المشتري. في عام 1865 , افترض جيمس ماكسويل أن الضوء عبارة عن موجات كهرومغناطيسية Electromagnetic waves.
إحدى نتائج قوانين الكهرومغناطيسية (مثل معادلات ماكسويل) هي أن c هي سرعة الأمواج الكهرومغناطيسية، وهي لا تتعلق بسرعة الجسم الذي يطلقها، أي أن سرعة موجة ضوئية منبعثة من جسم متحرك لا تختلف باختلاف سرعة المصدر. ستكون سرعة الضوء ثابتة (مع أن لون شعاع الضوء ستختلف، إذ سيختلف طول موجته، وهذا ما يسمى بتأثير دوبلر).
كانت استنتاجات ماكسويل المذهلة هي الصيغة التالية التي تمثل سرعة الضوء:
{\displaystyle c={\frac {1}{\sqrt {\mu _{0}\varepsilon _{0}}}}\ }
حيث:
c - سرعة الضوء أو الموجة الكهرومغناطيسية:μ0 - معامل النفاذية وقيمته 4π × 10-7 H/m (هنري\متر)
ε0 - معامل السماحية وقيمته 8.854187817 × 10-12 F/m (فاراد\متر)
إذا ما أضفنا إلى ذلك الاستنتاجات من النظرية النسبية يقودنا ذلك إلى أن جميع المتفرجين سوف يقيسوا سرعة الضوء بالفراغ متساوية باختلاف سرعتهم وسرعة الأجسام التي تطلق الضوء. هذا ما قد يقودنا إلى رؤية c كقيمة كونية ثابتة وأساساً للنظرية النسبية. من الجدير بالذكر أن القيمة c هي القيمة الكونية وليس سرعة الضوء، فإذا تم التلاعب بسرعة الضوء بطريقة أيٍ كانت لن تتأثر النظرية النسبية بذلك.
حسب التعريف الدارج الذي تم وضعه سنة 1983 سرعة الضوء هي بالضبط 299,792,458 متر في الثانية، تقريباً 3 × 10^8 متر في الثانية، أو 30 سنتيمتر/نانو ثانية.

## العلاقة بين سرعة الضوء وطول الموجة

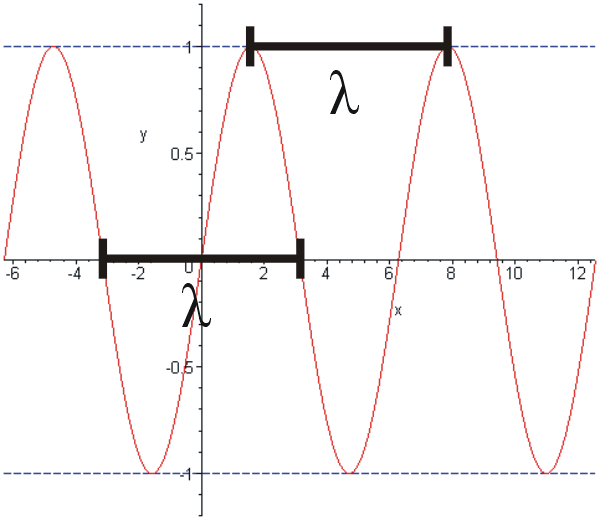
توضيح موجة وتعريف طول الموجة λ.

يمثل طول الموجة عادة بالحرف الإغريقي لامدا (λ). وتربط المعادلة البسيطة التالية العلاقة بين طول الموجة الضوئية وترددها وسرعتها، أي سرعة الضوء c:
{\displaystyle \lambda ={\frac {c}{f}}}
حيث:
{\displaystyle f} هو تردد الموجة.
سرعة تقدم الموجة الضوئية في الفراغ تساوي {\displaystyle 3\cdot 10^{8}{\frac {m}{sec}}} ، وتمثّل دائما بالحرف {\displaystyle c}.
ونظرا لكون الضوء ما هو إلا موجة كهرومغناطيسية فإن هذه المعادلة تنطبق أيضا على جميع الموجات الكهرومغناطيسية، على اختلاف أنواعها من موجة راديوية (لاسلكية) أو أشعة فوق البنفسجية أو أشعة تحت الحمراء، أو موجة ميكروويف، أو أشعة سينية أو أشعة غاما.
من تلك المعادلة يمكن استنتاج تردد الموجة بمعرفة طول الموجة. فمثلا إذا كان طول موجة شعاع الاسلكي 30 سنتيمتر يكون تردده 1 جيجا هرتز.
ونلاحظ استخدام الوحدات:
- فمثلا نقيس سرعة الضوء بالمتر/الثانية أو السنتيمتر/ ثانية،
- ونقيس طول الموجة بالمتر وبالتالي سنتيمتر،
- فينتج التردد 1/ثانية، أي هرتز، حيث أن 1 هرتز = 1/ثانية.

## اشتقاق سرعة الضوء من معادلات ماكسويل
قام ماكسويل بتجميع أربع معادلات شهيرة في الكهرومغناطيسية هي:
- قانون غاوس لتدفق الحقل الكهربائي: {\displaystyle \nabla \cdot \mathbf {E} ={\frac {\rho }{\epsilon }}}
- قانون غاوس للمغناطيسية: {\displaystyle \nabla \cdot \mathbf {B} =0}
- قانون الحث لفرداي: {\displaystyle \nabla \times \mathbf {E} =-{\frac {\partial \mathbf {B} }{\partial t}}}
- قانون أمبير: {\displaystyle \nabla \times \mathbf {B} =\mu \mathbf {J} _{c}}

إضافة لذلك فقد عمل ماكسويل على تعميم قانون أمبير للمجالات المتغيرة زمنياً وأصبحت العلاقة بالصورة
{\displaystyle \nabla \times \mathbf {B} =\mu \mathbf {J} +\mu \epsilon {\frac {\partial \mathbf {E} }{\partial t}}}
حين قام ماكسويل بحل هذه المعادلات الأربع في الفراغ وتوصل إلى الصلة الوثيقة بين سرعة الموجة الكهرومغناطيسية وبين ثابت العازلية وثابت المغناطيسية.
يمكن إعادة المعادلات السابقة على افتراض أن الضوء ينتشر في الفراغ حيث لاتوجد أي شحنات كهربائية أي أن {\displaystyle \rho =0\,} و{\displaystyle \mathbf {J} =0\,} فتصبح بالصورة
- {\displaystyle \nabla \cdot \mathbf {E} =0}
- {\displaystyle \nabla \cdot \mathbf {B} =0}
- {\displaystyle \nabla \times \mathbf {E} =-{\frac {\partial \mathbf {B} }{\partial t}}}
- {\displaystyle \nabla \times \mathbf {B} =\mu _{0}\epsilon _{0}{\frac {\partial \mathbf {E} }{\partial t}}}

لإيجاد معادلة الموجة يجب إيجاد المشتقة الثانية في كل من الزمن والفضاء. بداية بأخذ الالتواء لطرفي المعادلة الثالثة وبتعويض النتيجة في المعادلة الرابعة نجد أن:{\displaystyle \nabla \times (\nabla \times \mathbf {E} )=-{\frac {\partial \mathbf {\nabla \times \mathbf {B} } }{\partial t}}}
من نظرية تفاضل المتجه، نعلم أن {\displaystyle \nabla \times (\nabla \times \mathbf {E} )=-\nabla ^{2}\mathbf {E} +\nabla \cdot (\nabla \cdot \mathbf {E} )}
على هذا الأساس تصبح:{\displaystyle \nabla ^{2}\mathbf {E} =\mu _{0}\epsilon _{0}{\frac {\partial ^{2}\mathbf {E} }{\partial t^{2}}}}
وهذه معادلة موجة في ثلاثة أبعاد، وللتبسيط يمكن دراستها في بعد واحد بالشكل:{\displaystyle {\frac {\partial ^{2}E}{\partial x^{2}}}=\mu _{0}\epsilon _{0}{\frac {\partial ^{2}E}{\partial t^{2}}}}
بالبحث عن حل للمعادلة الجيبية، بدلالة السرعة {\displaystyle v} والطول الموجي {\displaystyle \lambda } يفترض أن تكون:{\displaystyle E=E_{0}sin(2\pi {\frac {x-vt}{\lambda }})}
بمفاضلة هذه المعادلة مرتين نحصل على:{\displaystyle {\frac {\partial ^{2}E}{\partial x^{2}}}=-E_{0}\left({\frac {2\pi }{\lambda }}\right)^{2}sin\left(2\pi {\frac {x-vt}{\lambda }}\right)}
و:{\displaystyle {\frac {\partial ^{2}E}{\partial t^{2}}}=-E_{0}\left({\frac {2\pi v}{\lambda }}\right)^{2}sin\left(2\pi {\frac {x-vt}{\lambda }}\right)}
بالتعويض عنها مرة أخرى في معادلة الموجة نجد أنها تمثل حلاً شريطة أن:{\displaystyle v^{2}={\frac {1}{\mu _{0}\epsilon _{0}}}}
أثارت هذه النتيجة فضول آينشتين وكانت السبب الرئيس في تطويره لنظرية النسبية الخاصة.
| سرعة الضوء | إن صياغة القوانين الدقيقة للزمان والمكان كانت من نتاج ماكسويل. تخيلوا كيف كان شعوره عندما برهنت له المعادلات التفاضلية التي صاغها بأن المجالات الكهرومغناطيسية تنتشر على هيئة موجات مستقطبة، بسرعة الضوء! قلة من الناس في العالم هم تقبلوا مثل هذه التجربة.. لقد استغرق الفيزيائيون بضعة عقود لاستيعاب اكتشاف ماكسويل بشكل ملحوظ تماماً، فيالها من وثبة جريئة فرضتها عبقريته على زملائه في هذا المجال —(العلوم، مايو 24, 1940) | سرعة الضوء |

## سرعة الضوء في المواد
تختلف سرعة الضوء خلال مروره في المواد حسب طبيعة شفافيتها حيث تصبح اقل من تلك المحسوبة في الفراغ وذلك بالعلاقة:
{\displaystyle n={\sqrt {\epsilon _{r}\mu _{r}}}=c/v_{p}}
حيث:
n معامل انكسار الضوء في المادة أكبر من الواحد لغير الفراغ،
εr معامل السماحية النسبي للمادة أكبر من الواحد لغير الفراغ،
μr معامل النفاذية النسبي أكبر من الواحد لغير الفراغ.
vp سرعة الضوء في المادة
تصف الفيزياء الكلاسيكية الضوء على أنه نوع من الموجات الكهرومغناطيسية والتي تنبأت معادلات ماكسويل بأن سرعتها معتمدة على ثابت العازلية ε وثابت المغناطيسية μ بالمعادلة السابقة.
بالمقابل فإن نظرة فيزياء الكم للضوء والمجال الكهرومغناطيسي في كهروديناميكا الكم (QED)، على أنها عبارة عن إثارات أو كمات من المجال الكهرومغناطيسي تدعى الفوتونات. هذه الفوتونات عبارة عن جسيمات عديمة الكتلة ووفقاً للنسبية الخاصة. هناك نظرة أبعد في كهروديناميكا الكم لاحتمال وجود كتلة للفوتونات وبالتالي تكون سرعتها معتمدة على ترددها وعلى السرعة اللامتغيرة والتي يمكن أن تكون سرعة الضوء في الفراغ هي أعلى قيمة حدية لها من النسبية الخاصة. حتى اليوم لم تلاحظ أي ظواهر تؤكذ ذلك. عملياً تم الوصول لقيم حدية عليا بشأن كتلة الفوتون وإن اختلفت من نموذج لآخر. على سبيل المثال فإن أعلى قيمة حدية من نظرية بروكا، هي حوالي 10−57 غرام؛ آلية هيغرز تعطي حداً أعظمياً تجريبياً مقداره، m ≤  10−14 eV/c2  (حوالى 2 × 10−47 g).
هناك سبب آخر يدعو للاعتقاد باعتمادية سرعة الضوء على تردده وهو فشل تطبيق النسبية الخاصة على القياسات الصغرية، بنفس ما تنبأت به نظريات مقترحة مثل ثقالة الكم. في 2009، وجدت مراقبة انفجارات غاما عدم وجود أي فرق في سرعة الفوتونات المختلفة الطاقة، مؤكدة صحة لاتباين-لورتنز على الأقل نزولا حتى مقياس طول بلانك. (lP = √ħ'G/c3 ≈ 1.6163×10−35 م) مقسومة على 1.2.

## تاريخ
لم تكن سرعة الضوء أمراً مؤكداً حتى عهد قريب، كان إمپدوقليس أول من أشار إلى محدودية سرعة الضوء، ولذلك فكان لزاماً أن يستغرق وقتاً في انتقاله. وعلى العكس من ذلك، أصر أرسطو بأن «الضوء هو تعبير عن وجود شيء ما، إلا أنه ليس بحركة».
اقترح إقليدس نظرية الإشعاع في الإبصار، (والتي روج لها كذلك بطليموس) القائلة بأن الضوء ينبعث من العين، بدلاً من دخوله العين من مصدر آخر. وباستخدام هذه النظرية، طور هيرون السكندري مقولة أن سرعة الضوء هي حتماً غير محدودة، لأن الأجرام البعيدة كالنجوم تظهر فوراً بمجرد أن نفتح أعيننا.
بداية وافق الفلاسفة المسلمون المبكرون على وجهة نظر أرسطو في أن سرعة الضوء غير محدودة. إلا أنه في عام 1021، نشر الفيزيائي المسلم، ابن الهيثم، كتاب البصريات، وفيه استخدم تجارب لدعم نظرية الولوج في الإبصار، حيث ينتقل الضوء من جرم إلى العين، مستخدماً آلات مثل كاميرا اوبسكيورا (صندوق مظلم). الأمر الذي أدى بابن الهيثم لأن يقترح أن الضوء، لذلك، حتماً له سرعة محددة، وأن سرعة الضوء تتغير، إذ تنقص في الأجسام الأكثر كثافة. وقد جادل بأن الضوء هو “مادة محسوسة”، يتطلب انتشارها وقتاً «حتى لو كان مخفياً عن حواسنا». ويقال أن وصول ابن الهيثم لهذه النظريات كانت خلال الأعوام التي قضاها في السجن إبان فترة الحاكم بأمر الله في مصر. استمر هذا الجدل في أوروبا والعالم الإسلامي طوال العصور الوسطى.
في القرن الحادي عشر، وافق أبو الريحان البيروني على أن الضوء له سرعة محددة ولاحظ أن سرعة الضوء تكون أعلى من سرعة الصوت. وفي عقد 1270، أخذ ويتلو في الاعتبار احتمال أن ينتقل الضوء بسرعة غير محدودة في الفراغ وأن يبطئ في الأجسام الكثيفة. وفي تعليق على آية في ريگڤـدا في القرن الرابع عشر، من الباحث الهندي سايانا يمكن تفسيره على أنه تقدير لسرعة الضوء في اتفاق كبير مع السرعة الفعلية. وفي عام 1574، وافق الفلكي العثماني والفيزيائي تقي الدين بن معروف مع ابن الهيثم على أن سرعة الضوء ثابتة، ولكنها تتغير في الأجسام الأكثف، واقترح أن الضوء سيستغرق وقتاً طويلاً للوصول من النجوم التي تبعد ملايين الكيلومترات ليصل الأرض.
في مطلع القرن السابع عشر، آمن يوهانس كپلر أن سرعة الضوء غير محدودة لأن الفراغ ليس فيه معوقات للضوء. وجادل فرانسيس بيكون أن سرعة الضوء لم تكن بالضرورة غير محدودة، إذ أن شيئاً يمكنه السفر بسرعة أعلى من أن ندركها. وقد جادل رينيه ديكارت بأنه لو كانت سرعة الضوء محدودة، فإن الشمس والأرض والقمر سيظهرون على غير خط واحد أثناء الخسوف القمري. ولما كنا لا نشاهد عدم الإتساق هذا، فقد استنتج ديكارت أن سرعة الضوء غير محدودة. وقد خمن ديكارت بأنه لو وُجـِد أن سرعة الضوء محدودة، فإن ذلك سيقوض كل نظام فلسفته!

## تأثر سرعة الضوء بسرعة المصدر
نظراً لان المجرة تسير بسرعة عالية جداً ومن ضمنها الأرض والرقم الذي حسبته 5000 كيلومتر في الثانية فلو كان الضوء مستقل على الطاقة الحركية لمصدر الضوء فإن هذا يعني أن سرعة الضوء النسبية لحركة الأرض في المجرة سوف تختلف مما يعني ظهور صورة لجسم ساكن وبعيد سوف يختلف مع دوران الأرض حول نفسها وذلك لان السرعة النسبية سوف تختلف ولكن ظهور صورة الجسم في نفس المكان يعني أن الضوء يسير متأثر بسرعة المصدر.

## قياسات تجريبية
الجدول التالي يبين أبرز القياسات التجريبية لإيجاد سرعة الضوء في الفراغ والهواء.